# Burkholderia cepacia
Burkholderia cepacia - jest to nieprzetrwalnikująca, Gram-ujemna bakteria nie fermentująca glukozy, która może być przyczyną zakażeń oportunistycznych. Jest częstą przyczyną zakażeń wewnątrzszpitalnych, zwłaszcza na oddziałach intensywnej terapii, onkologii oraz transplantologii. U osłabionych pacjentów jest w stanie wywołać m.in. sepsę, zapalenie wsierdzia, zakażenie układu moczowego. Szczególnie predysponowani na zakażenie są chorzy na mukowiscydozę.

## Oporność
Bakteria jest naturalnie oporna na wiele antybiotyków, m.in. z grupy penicylin oraz aminoglikozydy. Istnieją rozbieżności pomiędzy wpływem antybiotyków in vitro a in vivo. Lekiem z wyboru jest temocylina skojarzona z innym chemioterapeutykiem.

## Występowanie
Bakteria występuje powszechnie w środowisku wilgotnym. W szpitalach zajmuje takie nisze ekologiczne, jak umywalki, termometry, nawilżacze, respiratory, kwiaty etc. Ponadto może wzrastać w roztworze soli fizjologicznej, środkach do dezynfekcji a nawet w wodzie destylowanej.

## Hodowla
Ze względu na obecność wybiórczego podłoża, hodowla jest stosunkowo prosta. Pożywka poza standardowymi składnikami zawiera polimyksynę, tykarcylinę, fiolet krystaliczny oraz sole żółciowe. Wyłącznie bakterie z gatunku Burkholderia cepacia wzrastają na tym podłożu.